# Șeful sectorului suflete (film)
Șeful sectorului suflete este un film alb-negru românesc din 1967, regizat de Gheorghe Vitanidis după un scenariu scris de prozatorul Marica Beligan ce a adaptat piesa omonimă a lui Alexandru Mirodan. Rolurile principale au fost interpretate de actorii Radu Beligan, Irina Petrescu, Toma Caragiu și Mircea Crișan.
Filmul este o comedie lirică și ironică, în care o tânără chimistă, dându-și seama că nu mai poate continua relația cu un individ posesiv și egoist, dialoghează cu un personaj imaginar care este chiar propria sa conștiință și pe care îl numește „șeful sectorului suflete”, dar care seamănă leit cu un meteorolog inteligent și spiritual pe care l-a cunoscut cândva.

## Rezumat
Nemulțumită de relația ei cu Horațiu I. Horațiu (Toma Caragiu), un individ posesiv și egoist, tânăra chimistă Magdalena (Irina Petrescu) se gândește să realizeze o schimbare în viața sa. Într-o seară de septembrie, ea își imaginează o discuție cu propria sa conștiință care seamănă leit cu Gore (Radu Beligan), un meteorolog timid de la Cabana meteorologică Omul pe care-l cunoscuse cu doi ani în urmă la o petrecere de Revelion. În același timp, Gore vine la București cu prilejul unui congres de meteorologie, însoțit de asistentul său Costică (Mircea Crișan).
Personajul imaginat de Magdalena se recomandă a fi „șeful sectorului suflete la Sfatul Popular Raional 30 Decembrie București” și îi spune femeii că are la dispoziție zece zile pentru a-i rezolva problemele ei sentimentale. El o duce într-o călătorie imaginară la biroul său, unde-i arată dosarele pe care trebuie să le rezolve împreună cu asistentul său, același Costică. Reîntorși în apartament, „șeful sectorului suflete” îi spune că motivul nefericirii ei îl reprezintă nehotărârea și îi oferă un termen de cinci zile pentru a-i rezolva problemele.
În aceeași seară, Magdalena merge cu Horațiu la un bar de noapte. Acolo îl observă pe Costică; acesta îi comunică faptul că Gore este venit și el în oraș și că ar vrea să o caute. Profitând de o scurtă lipsă a lui Horațiu, Magdalena se întoarce acasă și este sunată la telefon de meteorolog. Gore o vizitează și o scoate la o plimbare pe străzi. El îi comunică în mod subtil că nu a uitat-o și că încă o mai iubește. Magdalena este acostată însă de Horațiu pe drumul de întoarcere spre casă, iar acesta o cere în căsătorie. Femeia îl refuză, spunând că nu se poate căsători cu el tocmai pentru că îl cunoaște. Ea afirmă că este îndrăgostită de imaginea bărbatului ideal materializată în „șeful sectorului suflete”. Atât Horațiu, cât și Gore, își închipuie că femeia a înnebunit și pleacă amândoi.
Gore o caută telefonic a doua zi la laboratorul de chimie, dar nu o găsește. Aflând aceasta, Magdalena colindă pe la mai multe hoteluri pentru a da de urma lui, dar fără succes. Într-un final se întâlnește pe stradă cu Costică, asistentul „șefului sectorului suflete”, și cere să meargă la biroul șefului. Acolo îl vede pe Horațiu, căruia șeful îi reproșează că este un om egoist care vrea să se facă stăpân pe sufletul Magdalenei. Femeia îi cere șefului să îi ofere ocazia să mai discute încă o dată cu Gore, iar permisiunea i se acordă. Meteorologul este adus de Costică (travestit în taximetrist) tocmai lângă Magdalena, iar femeia îi spune bărbatului timid că el este pentru ea „o făptură extraordinară”. Cei doi urcă pe acoperișul Sfatului Popular Raional, iar chimista îi mulțumește „șefului sectorului suflete” și îi spune că nu mai are nevoie de el pentru că și-a găsit fericirea alături de bărbatul iubit. În acel moment, „șeful sectorului suflete” și Gore se unesc într-o singură persoană, iar vocea lui Costică se aude din off și-i comunică „șefului” că s-a rezolvat acel dosar.

## Distribuție
- Radu Beligan — meteorologul Gore / șeful Sectorului Suflete
- Irina Petrescu — Magdalena, chimistă la Tehnofrig
- Toma Caragiu — Horațiu I. Horațiu, iubitul Magdalenei
- Mircea Crișan — Costică, asistentul lui Gore / asistentul șefului Sectorului Suflete
- Dora Cherteș — actrița Ofelia
- Coca Andronescu — femeia care vrea să se despartă de soțul ei
- Rodica Suciu — laborantă
- Crăița Enulescu — meteoroloaga Sonia de la peșteră
- Dem Rădulescu — bărbatul care vrea să se despartă de soția sa (menționat Dem. Rădulescu)
- Vasile Stoicovici — copil
- Haralambie Polizu — bărbatul bătrân care-l caută pe dr. Faust
- Ștefan Bănică (nemenționat) — meteorologul Anghelache rămas la Cabana Omul
- Niță Anastase (nemenționat) — comisionarul care aduce flori Magdalenei[3][4]
- Fory Etterle (nemenționat) — profesorul care conduce laboratorul de chimie

## Producție

### Scenariu
Piesa Șeful sectorului suflete a fost scrisă de Alexandru Mirodan și jucată pentru prima dată în septembrie 1963 pe scena Teatrului de Comedie din București (al cărui director era pe atunci Radu Beligan). Spectacolul a fost regizat de Moni Ghelerter, iar rolurile principale erau interpretate de Radu Beligan (Gore), Marcela Russu (Magdalena), Amza Pellea (Horațiu), Dem. Savu (Costică), Vasilica Tastaman/Sanda Toma (Ofelia) și Costel Constantinescu/Gheorghe Dinică (inovatorul). Piesa de teatru a fost publicată la București în anul 1966 într-un volum șapirografiat.
Scenariul filmului a fost scris de prozatoarea Marica Beligan (1943-1993), fiind o adaptare pentru cinema după piesa Șeful sectorului suflete de Alexandru Mirodan. Dialogurile au fost scrise de dramaturgul Alexandru Mirodan.
Prozatoarea Marica Beligan era fiica lui Petru Pop și a baroanei Jeanne de Siemmons și s-a născut în orașul La Louvière din Belgia. Ea s-a remarcat de timpuriu ca scriitoare, publicând un volum de nuvele pe când avea numai 13 ani. A urmat cursuri de artă dramatică la Conservatorul din Bruxelles și a venit în anul 1965 la București în cadrul schimburilor culturale româno-belgiene. Ea l-a cunoscut aici pe actorul Radu Beligan cu care s-a căsătorit (fiind a treia soție a maestrului), stabilindu-se definitiv în România. A lucrat ca traducătoare și autoare de nuvele și piese de teatru (Căutăm autor dramatic, Absența conștiinței etc.). Ea este mama actriței Lamia Beligan.

### Realizarea filmului
Filmul Șeful sectorului suflete a fost produs de Studioul Cinematografic București, fiind regizat de Gheorghe Vitanidis. Presa semnalează filmări în septembrie 1966. Ele au fost realizate în sistem Cinemascop (pentru ecran lat) pe o peliculă alb-negru.
Rolul lui Gore i-a fost distribuit lui Radu Beligan, soțul scenaristei și actorul care-l interpretase și pe scena Teratrului de Comedie. Rolul principal feminin a fost interpretat de Irina Petrescu, o actriță cu 23 de ani mai tânără decât Beligan. Filmul i-a prilejuit comicului Mircea Crișan să realizeze unul dintre cele mai întinse roluri de film din întreaga sa carieră.
Regizor secund a fost Geta Tarnavschi, iar director de imagine Nicolae Girardi. Realizatorii au beneficiat de aportul inginerilor Costantin Xenachis și Richard Martini pe post de consilieri tehnici. La acest film au colaborat ca asistenți viitori profesioniști din domeniul cinematografiei precum Jana Dochița (asistent de regie), Elena Pantazică și Sanda Bălășescu (asistente de montaj). Machiajul a fost realizat de Anastasia Suru. Trucajele au fost realizate de ing. Al. Popescu, asistat de Davidsohn Pascu și Dan Eugen. Muzica filmului a fost compusă de Henry Mălineanu, tot el realizând și conducerea muzicală. Piesele muzicale au fost interpretate de formația de muzică ușoară Joe Reininger, la pian cântând János Kőrössy (menționat pe generic Iancsi Kőrössy).
Cheltuielile de producție s-au ridicat la suma de 3.000.000 lei.

## Recepție
Filmul Șeful sectorului suflete a fost vizionat de 1.027.209 spectatori la cinematografele din România, după cum atestă o situație a numărului de spectatori înregistrat de filmele românești de la data premierei și până la data de 31.12.2007 alcătuită de Centrul Național al Cinematografiei.
Critica de film a fost destul de reținută cu acest film, numărul cronicilor fiind foarte redus. În „Istoria filmului românesc (1897-2000)” (Ed. Fundației Culturale Române, București, 2000), criticul Călin Căliman a afirmat că filmul Șeful sectorului suflete este un „o peliculă care încearcă să ne convingă că suficiența și filistinismul sunt aspru pedepsite (deși... au scăpat nepedepsite în multe dintre filmele deceniilor viitoare)”.
Criticul Tudor Caranfil a dat filmului două stele din cinci și a făcut următorul comentariu: „Magdalena are frământări sentimentale pe care egoistul Horațiu nu vrea să le împărtășească. Dorul ei de fericire întâlnește pudoarea lui Gore, meteorolog timid. Transfigurat de fantezia tinerei, el împrumută chipul unei plăsmuiri ideale de activist al altruismului, un «șef al sectorului suflete». Ecranizarea unei piese de succes conjunctural a lui Al. Mirodan, în care suficiența, ipocrizia, filistinismul sunt aspru penalizate de aspirația spre vis, dragoste și poezie. Realizatorul a mizat, în reliefarea tipurilor, exclusiv pe jocul aluziilor și ironiei dialogului-recital de calambururi, ghiftuit cu aforisme. Semitonul și șoapta compun climatul unei comedii de marivodaj, curajoase în conjunctura timpului. Diapazonul vocal al protagonistei e valorificat mai bine ca oricând, Crișan are rolul cel mai întins din cariera sa cinematografică, cât despre Beligan, deficitar condus, deși în dublu rol, rămâne încremenit în manieră. Zona fanteziei și oniricului prescrisă de subiect e abandonată convenționalului plat, din care aura poetică a fost diluată.”